# 奔驰专利电机车1号
奔驰专利电机车1号（Benz Patent-Motorwagen）是1885年由卡尔·本茨制造的一輛汽車，它被认为是世界上第一辆靠内燃机發動的現代汽车。该车在1885年時售價为600黃金馬克，约合150美元，相当于2024年的5200美元。卡尔·本茨于1886年1月29日為該車申请了专利，专利号為37435。1886年7月3日，本茨在曼海姆向公众展示了他发明的汽車。1886年至1893年期间，大约有25辆與奔驰专利电机车1号型號相同的汽車被生產。